# Visbreaking
Das Visbreaking (für Viscosity breaking, Verminderung der Viskosität) ist ein thermisches Crackverfahren, bei dem schwere Rückstände aus der Rohölverarbeitung (Vakuumrückstand, aber auch atmosphärischer Rückstand) unter Druck auf ca. 450–490 °C (je nach Verfahren) erhitzt werden.
Dabei entstehen aus langkettigen gesättigten Kohlenwasserstoffmolekülen kurzkettige olefinische Kohlenwasserstoffmoleküle, aber auch – durch Rekombination – höhermolekulare paraffinische Verbindungen sowie Aromaten, und als Nebenprodukt Kohlenstoff in Form von Koks.

## Verfahrensvarianten

### Soaker Visbreaking (Kessel-Cracken)
Der dickflüssige Rückstand wird zunächst auf etwa 200 °C vorgewärmt und anschließend in einem Heizofen auf 450 bis 460 °C erhitzt. Die Verweilzeit im Ofen ist hierbei deutlich länger als beim Steamcracken. Im nachgeschalteten sogenannten Soaker (ein mehrere Kubikmeter großer länglicher Behälter) findet jedoch das eigentliche Cracking statt. Dabei kühlen die Produkte auf rund 400 °C ab. Die Verweilzeit beträgt hier etliche Minuten.
Das Komponentengemisch wird hinter dem Soaker destillativ getrennt (atmosphärisch und anschließend ggf. unter Vakuum). Hierbei entstehen niedermolekulare Kohlenwasserstoffe, hauptsächlich sogenanntes Visbreaker-Gasöl, aber auch „thermisch gecracktes“ Naphtha, Butan/Buten-Gemische, Propan/Propen-Gemische sowie geringe Mengen Methan, Ethan/Ethen und H2S. Die meisten Komponenten enthalten olefinische Anteile sowie Schwefel- und Stickstoff-Verbindungen, so dass sie vor der Weiterverarbeitung mit Wasserstoff behandelt werden müssen (Hydrotreating, Hydrodesulfurierung).
Der atmosphärische „gecrackte“ Rückstand aus dem Sumpf der atmosphärischen Destillationskolonne kann zu schwerem Heizöl aufgemischt oder – falls vorhanden – in einer Vakuumkolonne nochmals aufgetrennt werden. Das sogenannte flashed distillate (Vakuumdestillat des Visbreakers) kann in weiterverarbeitenden Anlagen (Hydrocracker oder FCC, s. u.) eingesetzt werden. Der hochviskose flashed visbroken residue (Vakuumrückstand des Visbreakers) wird zu schwerem Heizöl aufgemischt bzw. kann als Edukt für eine Rückstandsvergasung verwendet werden.
Neben den erwünschten Hauptprodukten entstehen geringe Mengen an Koks, der sich schichtweise an den Ofenrohren, im Soaker und in den Destillationskolonnen absetzt. Deshalb muss die Anlage im Abstand von mehreren Monaten abgestellt und „entkokt“ werden.
In der Vergangenheit wurden alle Visbreaker-Komponenten mit einem Siedebeginn von mehr als 165 °C (Kerosin bis Flashed Visbroken Distillate) mit dem gecrackten Rückstand vermischt (sogenanntes „backblending“). Das hierdurch entstandene Schweröl hatte eine niedrigere Viskosität als der Feedstock. Daher rührt der Name „Viskositätsbrecher“. Heutzutage finden die leichten Komponenten sowie der Rückstand in vielen Fällen eine getrennte Verwendung.

### Coil Visbreaking (Ofen-Cracken)
Ein Coil- (oder auch Furnace-) Visbreaker funktioniert wie ein Soaker-Visbreaker, es fehlt jedoch der Soaker. Die hierdurch reduzierten Verweilzeiten werden durch höhere Ofenaustrittstemperaturen kompensiert (~490 °C). Das Cracken findet also im Ofen – oder besser – in den Ofenrohren (Ofenrohrschlangen=„Coils“) statt. Hinter dem Ofen wird durch einen Quench (kaltes recyceltes Gasöl aus dem Destillationsteil der Anlage) der Produktstrom schlagartig abgekühlt und die Crackreaktionen somit gestoppt. Ausbeutestrukturen und Qualitäten ähneln den Daten des Soaker Visbreaking.

### Thermal Cracking
Ein dem Coil Visbreaking analoges Verfahren eignet sich auch zum Cracken von Vakuumgasöl. Dann wird – begriffsverwirrend – von einem Thermal Cracker gesprochen.